# 越後長岡藩の家臣団
越後長岡藩の家臣団（えちごながおかはんのかしんだん）は、元和4年（1618年）4月、越後長岡藩に入封し明治3年（1870年）10月に廃藩となるまで在封した譜代大名牧野氏表高7万4,000石（初め表高6万4,000石余のち増封1万石・実高約14万石）の家臣団である。彼らは戦国時代より"常在戦場・鼻を欠いても義理を欠くな"を家訓として掲げた三河国宝飯郡を発祥とする近世大名・牧野氏宗家に仕えた武士たちである。

## 家老（大組組頭）
家老職を世襲の筋目とされる家と抜擢による家老があった。

### 家老五家
稲垣氏（2家）、山本氏、牧野氏（2家）の5家が、世襲家老の家柄（家老連綿）である。この中で稲垣平助家と、山本帯刀家が上席家老である。この稲垣平助・山本帯刀両家は、将軍家旗本の格式を兼帯して、関所では下馬を要せず、新藩主交代の挨拶に際しては、藩主を供奉して、江戸城に登城して将軍家へのお目見えの儀に付き添った。

### 稲垣（平助）家
三河在住期の牛久保六騎由来の家。代々の通称は稲垣平助、代によっては藤吉郎・喜左衛門・平膳とも称した。
幕末までに、越後長岡藩内において、家老連綿2家・大組着座家1家・大組7家の最大の門閥勢力となっていた。
稲垣長茂の次男であった稲垣則茂（平助家初代）は元和元年（1615年）大坂の陣で甲首（かぶとくび）一級を得て高名したが、慶長6年（1601年）父・長茂が伏見城守衛を命じられ大胡城を離れたので、父の代わりに家康の旗本身分を兼帯のまま牧野家に付属し、やがて家老首座（一番家老）稲垣平助家（2,400石）となった。その後、1665年に庶子の稲垣藤八を300石で分家として分出したほか、平助家来の越石氏を独立分知させたので、本家禄2,000石となった。
則茂以後、その嫡子は元和以来の筋目の通り家老職上席加判・大組支配を連綿とし、また特に長岡城内大手門脇に屋敷を与えられて動かず、原則的に長岡城城代を務め、藩主交代のときは、藩主と共に、将軍家に謁見する格式を幕末の稲垣重光に至るまで維持した。
重光（平助家最後の家老）は、家老首座となるも、慶応3年（1867年）の河井継之助の藩政改革により、2,000石から、500石に減知され閑職の兵学所頭取に棚上げされた。ただし家老の格式等は従来通りとされた。
また北越戦争にあたって、勤皇派として屋敷に放火して出奔。槇、九里、武など勤皇派20人の名を記載した上、西軍に藩主助命嘆願を試みた後、400石となる。明治維新後は蚕糸農家と、旅籠の主人となった。その六女である鉞子は、明治年間に貿易商杉本氏と結婚のため24歳のとき単身で渡米したが、日本人として初めてコロンビア大学講師等を歴任した。代表的な著書として『武士の娘』を著すなど、日本文化を米国に紹介した（その邦訳版も日本に出版されている）。
この家には長岡家臣、稲垣氏の家譜を著述した「藤姓・稲垣家譜録」が伝わり、写本が長岡市立中央図書館に所蔵されている【稲垣家譜】。関連記述は稲垣氏 (牧野家重臣)を参照のこと。

### 稲垣（太郎左衛門）家
大胡在城時代に稲垣平助家から太郎左衛門家として分出された稲垣成心は、慶長5年(1600年)信濃国上田城攻めの際の殿軍などの軍功があり、その嫡子成之が太郎左衛門家の2代目を継ぎ、大組組頭（家老職相当）として元和4年に長岡入り。そして、知行1,200石の稲垣太郎左衛門家（三番家老）が成立した。以後は中途に知行変動等の曲折もあるが、幕末に至るまで家老職家として連綿した。当家は在所家老であったが、時として定府家老となっていた（定府家老→【文化武鑑】・【文政元年武鑑】）。戊辰戦争敗戦後は250石。関連記述は稲垣氏 (牧野家重臣)を参照のこと。

### 山本（帯刀）家
山本氏も牛久保六騎由来の家である。世襲の通称は山本帯刀・勘右衛門。
慶長9年(1604年)7月に大胡藩時代の老職・山本成行（帯刀左衛門）は死去。この時既に惣領・勘右衛門某は夭折していたので、高禄で山本四郎主馬某（1,100石分知・家老）が分出され、嫡子・成政（孫五郎のち勘右衛門）は1,100石となる。しかし、山本四郎主馬の家系は、後に「故有って」廃絶となった。【諸士由緒記】には「高千二百石 山本勘助同家 山本帯刀左衛門成行嫡子・実孫、山本勘右衛門 初名孫五郎（異に源五郎）」と記述がある。すなわち、成行の孫の成政（勘右衛門）が、長岡藩・上席家老家の山本氏の初代となった。その後は、分家を度々分出したが、加増を受け、1,100石から、1,300石程度を保って世襲家老家・在所家老として定着し、藩主交代のときは新藩主の将軍家謁見に、上席家老の稲垣氏と共に旗本格待遇で伺候した。
成政以後、政直（勘右衛門）、政義（勘右衛門）と家督相続が行われ、筋目に従い家老本職上席に就任して安泰であったが、政義には、子がなく、同藩・先法家の疋田氏の庶子を養子とした。この養子は正豊（帯刀）と称して、筋目通り家老上席に就任している。
正豊から家督相続したその惣領・山本老迂斎（義方・精義）は、6人の主君に仕えた名家老として、著名である。以後、義質、義方（祖父と同名）、義礼（牧野氏から養子）、義和、義路（安田氏から養子）と連綿して明治維新を迎えたが、官軍に弓を引いた首謀者の家系として、断絶となる。
幕末に、越後長岡藩の門閥勢力が河井継之助に敵対的であったのに対して、同藩次席家老の山本帯刀義路（やまもとたてわきよしみち）は、彼の父・山本帯刀義和とは異なり協力的であった。北越戦争において会津飯寺で捕虜となったが、詫びれば助命するとの沙汰を拒否して、斬首となった。
山本五十六帝国海軍連合艦隊司令長官は、断絶していた山本氏を同藩士・高野家から養嗣子として継いだ人である。
長岡城下大工町の南に屋敷があり、屋敷があった周辺は山本町と呼称された。また、藩主家の縁故者で盲目であった故に山本家の養女となり、後に分家して長岡藩の瞽女頭となった山本ゴイという女性もいた。
- 山本帯刀家の氏族関連や長岡入封以前については、三河山本氏・牛久保六騎を参照。

### 牧野（頼母）家
牧野（頼母）家は、山本氏の流れで、通称は牧野頼母・市右衛門。
初代藩主牧野忠成は実妹の馨香院（けいこういん；康成の四女）を、継嗣の無かった藩士・山本市右衛門某（300石）の養女とした。ついで、藩主の三河時代の同族異流である牧野弥次兵衛（正成・初め左平治と称す、250石）にこの山本市右衛門養女（馨香院）を嫁がせた（正成は600石に加増で騎馬組を預けられた）。この夫妻に誕生した子・正直を山本家の継嗣として、牛久保以来の功臣・山本市左衛門の家名を維持存続した。
同家第2代山本正直は父・正成の跡式600石を継いだ。藩主一門として牧野姓と三つ柏紋を許されると共に家老職700石（100石加増）に取立てられた（四番家老・牧野頼母家の成立）。
長岡藩の2代目藩主の座を巡る紛争で、正直は初代藩主牧野忠成の孫・忠盛（忠成・飛弾守）擁立に大きな功績があり、その子3代目牧野頼母のときに加増されて1,100石となった（→詳細は越後長岡藩#牧野光成急死後の継嗣問題を参照）。4代目の牧野頼母正含は、世襲家禄として、はじめ600石の相続だけが認められたが、段々加増されて、1,100石となり、直系子孫は1,100石を家禄とした。また牧野頼母正含一代限りは、山本勘右衛門（山本帯刀家）より、格上とされた。
また異に、当家は、徳川御三家の水戸家を浪人して、長岡藩牧野家に再仕官したもので、家老次座連綿の山本氏の庶流を再興したものでないとする文献もあるが、上記の家伝などにより信じがたい。
なお、正直（市右衛門）は長岡先手町の興国寺の大檀那となって同寺の再興を支援した【日本地名歴史大系】。
稲垣太郎左衛門家同様に時に定府家老を務めることもある（【嘉永4年武鑑】）。北越戦争当時の牧野頼母正堅は開戦派に属したが、敗戦後は、長岡藩の大参事（400石）となった。

### 牧野（平左衛門）家
牧野（平左衛門）家は、松井氏の流れで、通称は牧野平左衛門・浅之助。
藩主牧野家が三河牛久保で徳川家康と和睦した頃、徳川氏の部将松井忠次（左近、のち松平康親と改称）の一族・松井次郎兵衛光次が徳川氏より付属される。その3男・金七郎も大胡藩主牧野康成に属し（1,000石）、後に家臣となり牧野称姓を許され牧野五兵衛（正時）と称した。妻は稲垣平右衛門長茂の嫡女。五兵衛の嫡男牧野主馬（正行）は元和4年（1618年）長岡移封に組頭として従い、元和6年（1620年）には康成の第3女（慶台院）を室に賜り一門家老となった（900石）。主馬は、牧野平左衛門と改称。
しかし、3代目平左衛門（正友）のとき嗣子無く死去したが、藩はその弟・長九郎（のち浅之助正之）に700石（知行・家老格・五番家老）で継承を認められ、以後正春、正章、正馨、正央、正栄、正里にして、幕末に至り700石・家老を世襲した。当家は在所家老であるが、随時、江戸表に出府していた。敗戦後は300石。
また、2代目浅之助（正武）の同腹の弟・牧野八左衛門（正光）は新知150石を受け別家となった。その幕末の当主八左衛門正安（金蔵）の室は、のちに家老上席・軍事総督に抜擢された河井継之助の実妹・安（やす）である。

## 家老五家以外
様々な理由で一代限り家老となった人物。
- 山本四郎兵衛（四郎主馬）、実名不明、就任年月不明・1100石、山本帯刀分家、断絶（年月不詳）。（→【由緒記】・【寛永分限】）

- 贄新五左衛門・実名不詳、就任年月不明・700石、公儀召出（年月不明）。（→【由緒記】・【寛永分限】）

- 三間監物・実名不詳、元禄10年（1697年）・700石、宝永5年（1708年）・願之通御免。（→【由緒記】）

- 雨宮修理・正頼、宝永3年（1706年）・600石、役儀等不相応に付き召放・遠慮。（→【由緒記】）

- 河井継之助・秋義、慶応4年（1868年）・120石、明治元年北越戊辰戦争にて戦死。（→【慶応城絵図】・【戦争之記】）

家老並の高知行でも、家老就任記録のない人物。今泉については「新潟県史」で年貢関連の史料より奉行であった可能性が示唆されている（後述）。
- 今泉勘左衛門某（1300石）、竹右衛門嫡子。（→【寛永分限】）
- 稲垣権右衛門成長（1100石）、稲垣太郎左衛門成心の長男。（→【諸士由緒記】）
- 真木茂左衛門某（700石）、詳細不詳。（→【寛永分限】）

## 先法家
槇（真木）氏、能勢氏、疋田氏の三家を越後長岡藩では、特に先法家（先家）と呼び、他の藩士と別格の扱いをしていた。慶応の藩政改革まで、この三家の扱いは不変であった。
先法家（先家）とは、藩主家である牧野氏の先祖が、三河国宝飯郡（現、豊川市）牛久保城在城時代に、真木（槙）氏、野瀬（能勢）氏、疋田氏の先祖が果たした特別な忠節の筋目を持つ家柄の意と考えられている。
長岡藩関係文書『温古之栞』によると、真木（槇）氏、野瀬（能勢）氏、疋田氏の先法三家は、主従ではなく客分であるとする伝承がある。

### 先法三家の特別な取扱い
1. 家老の支配を受けず、道で家老にゆきあっても下馬せず、騎乗のまま挨拶した。また、家老への言葉遣いも他の藩士とは違いがあった。（→【古格旧法】）
2. 前当主である隠居は、在職中の功労の有無に関わらず、寄合組に列して養老米を受領することができた。
3. 藩主が在所にあるときは、元旦に、家老首座を含む全ての藩士に先立って、藩主と盃を交わし、雑煮を会食することを習わしとした。
4. 先法家は屋敷に中玄関を設けること、白壁・石垣を用いることが許されていた。（→【古格旧法】）
5. 先法家の妻女は一般の士分の妻女に許されない、紺紙張り日傘の使用が認められた。（→【古格旧法】）
6. 家老と先法三家（寄会組）は、日常の軍役が免除された。（→【古格旧法】）

### 先法三家の概要

#### 槇（真木）氏
真木（槇）氏の先祖は、稲垣・山本両家老家に同じく、東三河在住時代に牛久保六騎の１つであった。
牧野氏大胡在城期には3000石を知行する大身であったが、故有って真木家当主・越中守重清が出奔し、次男・小太夫（重基）が1700石に減知をうけた。しかし、その子・真木五郎八は父・重基が早世したために、長岡入封に随従したが更に減知され500石になっている。一方、重清の長男・真木清十郎某は子・新助重勝とともに長岡入封に随従したが知行・役職は伝わっていない。（→【諸士由緒記】・【寛永分限】）
これに対して、槇氏は牛久保在城時代に永禄3年富永口戦功のあった槇三郎右衛門某を祖とする。
槇三郎右衛門某は大胡時代には野瀬氏と馬の儀にて争うなど勢威を競ったが、城主牧野康成の思し召しを受け和睦。
真木清十郎某の長男・新助重勝が、この槇三郎右衛門某の養嗣子に入り、槇重勝（初め新助・のち三郎右衛門）となった。長岡入封以後は減知された同族・真木越中守家の由緒を引き継いで先法家の格式を与えられ、後の槇内蔵介（三郎右衛門）家として重んじられた。
北越戦争にあっては、槇内蔵介家は、一番家老・稲垣茂光の正室の実家になるためか、恭順派の中心的存在となったが、他の先法家も、おおむね恭順派であったと云われる。槇三左衛門家（三郎左衛門の誤りに非ず）もまた稲垣茂光の近縁者であったが、その庶流となる槙吉之丞は、開戦派であった。
幕末には、槇（真木）氏は、長岡藩先法家に1家、長岡藩大組に5家、同小組に2家、支藩の小諸藩士分上禄格式に3家（内、1家は家老連綿）及び、三根山藩に用人・加判級（一代家老就任実績があった）1家が存在した。敗戦後は、槇内蔵介家は200石となった。
- 牧野家臣真木氏・槇氏の関連記述は真木氏 (牧野家重臣)を参照のこと。

#### 能勢（野瀬）氏
能勢（野瀬）氏も真木氏同様に牛久保六騎出身であって、その当主・能勢丹波守は、1565年（永禄8年）に徳川家康へ恭順すると、翌年にはその命により稲垣氏ら他の寄騎とともに牛久保衆の諸士を掌握した。しかしその後、丹波守は徳川家直参旗本として召し出されて、牛久保城主・牧野氏を離れた。（→【長岡の歴史】）
2代目の能勢丹波守の次男、能勢七郎右衛門正信は兄・惣左衛門が公儀召し出しを受けたので、父の家督を継ぎ牧野氏家臣団に残っていたが、上州大胡在城時代（1590年～1618年）に、槇三郎左衛門重勝と馬の儀にて喧嘩となり上州高崎に出奔した。その嫡子・藤七正重は主君・康成の仲裁で槇重勝と和睦したという。
長岡入封後、能勢三郎右衛門家は槇氏とともに先法家の格式に定められ、以後は能勢家の藩内における客分的地位が安定した。
幕末には、先法家1家、大組3家、小組1家が長岡藩内にあったが、支藩の小諸・三根山に随従した者は確認できない。また先法家・能勢氏の縁者であるという伝説もあるが、史料学的に確認できない野瀬氏（他藩からの移籍）と能勢氏（儒臣）が大組に各1戸がある。敗戦後は能勢三郎左衛門家は200石となった。
- 越後長岡藩重臣能勢氏 （野瀬氏）の関連記述は野瀬氏を参照のこと。

#### 疋田氏
【由緒記】では天正7年（1579年）の遠州持舟城（用宗城）合戦において戦死した疋田水右衛門某の子（これも水右衛門と称す）が元和元年（1615年）大坂夏の陣でまた戦功をあげたとしるされ、この功により600石を与えられたという。さらに藩主が菊に感嘆したことによって8石の加増をして計608石となった。
長岡藩政時代に先法家の格式を得て三家の一つとなったと考えられる。敗戦後は170石となった。
ほかに小禄ではあるが、疋田氏から栗本氏に改姓した家臣が存在する。
- 牧野家臣疋田氏の関連記述は疋田氏 (牧野家重臣)を参照のこと。

## 旧知1000石以上家臣

### 真木氏
真木氏（真木小太夫家）は、牧野家寄騎の出自の家臣。牛久保城寄騎から大胡藩牧野家客人分（3,000石）となった真木越中守の惣領家である。本来は、真木小太夫家は分家となるべきであったが、惣領が藩主・牧野氏に家臣団化されることを嫌って、出奔してしまったため、弟であった真木小太夫重基が、嫡子として跡式相続したものである。跡式相続にあたっては、3,000石の内、1,700石の相続を許されたが病死。小太夫の嫡子・五郎八某は500石のみ相続となった。また【寛永分限】には真木茂左衛門700石と見える。【由緒記】によると無嗣だったため、末期養子とみられる後嗣（弟）・新五左衛門某が継いだ（200石・番頭）。新五左衛門某の子・藤右衛門某は罪により改易となり、ここに家筋断絶となった。しかし、家祖・真木越中以来の譜代の家筋を惜しみ、貞享2年に藤右衛門の弟・勘八貴光を近従に召し出し、正徳2年には藩主がこの家の小身を憐れみ加増、100石（後に最高時180石）とした。

### 今泉氏（今泉竹右衛門家）
今泉氏は初期の家老。庶流の今泉惣左衛門家と共に元和4年長岡打入御供。元々は松平氏で、十八松平家の一つ長沢松平家の庶流の一つと推定されているが、牧野氏牛久保以来の家柄である。江戸時代初期の重臣であった今泉竹右衛門（1,300石）の家は寛永年間、嫡男・勘左衛門ときに絶家しているが子細は不明である。
子細については諸説あり、初代忠成の跡式について、孫の忠盛（2代目忠成）とすることに反対した勢力であったため、粛清されたとする説や他藩（菅沼氏）に移籍したとする説がある。
庶流の今泉惣左衛門家が、幕末・維新まで存続した。
なお「新潟県史・通史3・近世一」では長岡藩では奉行の連署で発行する年貢割付状において、牧野氏の長岡移転から承応元年（1652年）までの34年間にわたり、今泉竹右衛門が割付状発行者の首位に名を連ねており、翌年の承応2年より竹右衛門の名が消え、奉行・惣勘定衆の作成した割当状を家老数人で監査する方式に変更され、明暦2年（1656年）に奉行のみの連署が復活するという藩財政運営機構変遷が見られるとしている。

### 稲垣氏（稲垣権右衛門家）
家老・稲垣太郎左衛門成心の次男の家系。世禄300石以上を連綿した上級家臣。元和4年長岡打入り御供。長岡では、はじめ家老職並みの1,100石を給された。その後、子細が不明だが嫡子・成啓（小右衛門）が元和9年（1623年）に500石に減知された。このとき分家の分出があったとする藩文書は存在しない。

## 着座家・中老職・旧知300石以上家臣
中老職・年寄職の任命基準の慣行として、家禄300石以上があったものと見られている。ただし幕末非常時の河井継之助は、例外である。
もっとも惣領家が分家を分出して300石未満となっていても、分出以前の旧知300石以上であった家系の者からは任じられることがあった。世襲の家禄と役職との間に差があるときは、不足分は足高となる。役高については（越後長岡藩/職制）を参照。
- 慶応4年の禄制改革以前と以降の知行対照は越後長岡藩の慶応改革を参照のこと。北越戦争後の家禄改訂の明確な基準を書いた文書は、知られたものがないが、要職に就任した者を除き、慶応改革の家禄より、若干少ないものとなっている。

### 三間氏
三間氏は着座家（三間市之進家）。【新潟県家紋と姓氏】では家紋は、「丸に陰剣片喰」、「丸に抱き茗荷」で清和源氏流小笠原氏流と記述されている。
上州浪人から、上州大胡在城期（1590年～1618年）の牧野氏に仕官したと推定され、大坂夏の陣の武功により、重鎮となった。三間弥彦が、初代長岡藩主・牧野忠成の怒りを買って蟄居となり、家禄は、250石に減知されていた。三間市之進は、父と二代にわたって信任を回復して、元禄15年（1702年）、家老職に抜擢され名を監物と改め、700石となった。三間監物は以後9年間、家老職にあった。しかし、門閥にいじめられて、ノイローゼとなり宝永5年（1709年）に隠居した【長岡の歴史】【由緒記】。700石の内、500石を世禄として相続が認められ、このとき100石の分家を分出した。さらにその後に分家を分出して、世禄350石とした。当家は、家老職に帰り咲いたことはないが、中老職になり430石を与えられたこともあった。【安政分限】には350石とある。北越戦争では開戦派に属した。維新後に一時、支藩の小諸藩に転属した（小諸市誌）【小諸年譜】。三間利平は、敗戦後に武器管事100石となった。【士族総名順】には、100石を超える家臣に三間姓がないために、大幅に減石されて100石になったと誤解することがあるが、三間利平100石は三間氏の分家である。
北越戦争敗戦後の【士族総名順】には、100石、80石、66石の3家が見える。
また寛政重修諸家譜では元禄年中の牧野忠辰の治世中に長岡藩士から旗本に昇格した三間氏が3家存在したとしている。

### 雨宮氏
雨宮氏は着座家。【由緒記】等によれば、初祖・腰石（越石）新兵衛が稲垣氏より特別の由緒（二代目稲垣平助茂幸が継室の弟であり、またもと稲垣氏属臣ともいう。のち雨宮に改姓）があるとして推挙され、稲垣氏が自らの家禄を分与して、長岡藩の大組に列した。実は腰石（越石）新兵衛は、稲垣氏のご落胤であったとする有力説がある。
雨宮氏は、雨宮修堅（実は九里孫左衛門の三男・雨宮正頼）が出て、600石を与えられて、宝永3年(1707年)に一代家老となったが、まもなく失脚してしまった。雨宮氏は、140石の分家を分出している。

### 九里氏
九里氏は別家が着座家。【新潟県家紋と姓氏】では家紋は「五つ瓜に唐花」で、藤原氏族と記載されている。
九里氏は、山本氏同様に長岡藩士に同姓の一族が多いことで著名。上州大胡在城期（1590年～1618年）の牧野氏に仕官したと推定される。その出自については、長岡家臣としては大身であるが不明な点が多い。九里氏の中で、最有力な九里氏は惣領家ではなく、御落胤の家系と云われる九里別家である。九里五郎太夫賢久（130石）は、藩主・牧野忠成が、元和4年（1618年）長岡入封に随従して、新潟代官となった。その嫡子・九里惣右衛門頼純は、藩主・牧野忠成の「直筆の書き付け」つまり、お墨付きが与えられ、別段の召しだしを受けた。130石家臣の長男を、近習として召し出し、父の家禄とは別にいきなり、350石を与えて、その後、毎年50石を加増して、450石となした。
九里五郎太夫賢久の勲功の記事は長岡藩文書には存在しないが、異常な厚遇を受けて、九里五郎太の跡式は、次男が相続して惣領家となり、三男・四男までが、新知を与えられて召し出されたのである。100石級の藩士の庶子が一度に2名～3名も、新知をたまわり別家を立てることは長岡では他に例がない。長男でありながら、別家扱いとされた九里惣右衛門（450石）は、江戸城の普請の手伝いなどを行ったが、藩の役職に就任することはなかった。この家系は、さらに50石が加増（計500石）され、孫の代に御用人から奉行組支配となり、100石の分家を分出して400石を世禄とした。4代目は番頭などを務めて、最高時（5代目）には、550石となり、430石を世禄としたと推察される。家老職の抜擢がなく、先法家でもない家臣が430石を世禄とするのは異例である。
九里別家と九里惣領家の他に、大組に100石級の九里姓1家があるが、九里別家が分家を分出したものである。また小禄の九里姓の藩士が6家ある。その内訳は、九里惣領家の庶流5家と、九里別家の分家の分家となる1家である。
北越戦争敗戦後の【士族総名順】によると、九里姓家臣は150石1家、130石1家、90石1家、80石3家、66石に1家が見える。2家が幕末まで残らなかったものとみられる。また九里氏の中で最有力であった別家は、同格の他家と比較して20石少ない家禄（150石）となっている。

### 武氏
武氏は着座家（武三右衛門家）。元は武田氏だが、甲斐武田氏との関係は不明。牛久保以来の古参であり、史料的価値が低いとされる牛久保城古図などにも、武姓が見える。牛久保武氏を伝える史料的価値の高い文献は現存していないが、大坂夏の陣の武功の家柄であり、今泉竹右衛門（1,300石）との関係が深かった。

この家系の庶流から名医が出て、江戸時代初期に藩主・家中から大きな信任を得た。長岡入封当初に大身の重臣たちは、揃って長興寺 (長岡市)の壇徒となったが、当家は栄涼寺の檀徒であった。当家は入封直後から、江戸時代後期と同じ繁栄はしていなかった。

惣領家の武弥兵衛家は、はじめ400石であったが、3代目の150石の減石は不詳とされる。しかし武玄節が別家召しだし150石を受けた時期と、ほぼ一致する。その後、惣領家は250石を世禄としたが、処分とみられる減石があり、6代目の世禄は200石となり、7代目には170石となった。

武氏庶流の1家である武三右衛門家には名医が出て、藩内でその地位を不動のものにした。しかも直系子孫は、それを足がかりに長岡藩政で段々と立身して、中老（最高時、500石）・着座家となり、世禄は本家を凌いだ。世禄は350石であったが、江戸後期から幕末にかけて、しばしば要職に就任して、400石以上を与えられていた。【御家中附】には番頭500石とあり、【安政分限】には400石とある。北越戦争では、恭順派に属した。なお、享保年間の江戸武鑑に牧野忠寿附役の武三右衛門が見られる。
【由緒記】によるとほかに武三右衛門から医術を受け継いだその庶流があり武氏は、合計3家が大組入りした。ほかに小禄の武氏庶流が2家ある。【安政分限】によると、武姓は5家（大組4家・小組1家）があると見られるが、【士族総名順】には7家が存在する。【士族総名順】によると、武部姓150石が1家、武田姓130石が2家、100石、65石が各1家、武姓の家臣が115石、70石で各1家が見える。敗戦後の130石の家臣は概ね200石、150石の家臣は200数十石に比定されるため、武三右衛門家が凋落したことになるが、そうではなく安政年間以降に、分家を分出していたものと見られる。

### 柿本氏
柿本氏は、中老職を経験している家柄であるため着座家と見られる。庄右衛門（五左衛門）家の初代が年月未詳ながら、初代藩主・牧野忠成の時代に越後新発田藩（溝口氏）家臣から仕官し、藩主世子（後忠成）の守役（【由緒記】新知230石、【寛文分限】・【延宝分限】も石高同じ）となる。
2代目は用人に就き、越後高田城受取御供。3代目・御奉行・寄合組、のち「大殿様」（忠辰）の御附。4代目は御奉行役・度々加増で高500石（【由緒記】）。
その後、【延享分限】に庄右衛門として番頭兼町奉行・高230石。【屋敷高調】に高430石。【御家中附】に五左衛門名儀で御奉行450石。【屋敷高調】には庄右衛門・高430石（御奉行役）。長岡の屋敷は四郎丸冠木門付近にあった【屋敷高調】。

また、【文化十三年武鑑】では定府でない奉行（項目名は中老）だが、【文政四年武鑑】には定府の五左衛門が中老扱いとなっている。
なお当家は、累進して中老職を務め、世禄430石となったとみられるが、惣領家1家で本給を受け、長岡藩内に分家を分出したり・別家を建てていない。

### 今泉氏（今泉惣左衛門家）
今泉氏は、家老今泉竹右衛門家の庶流。幕末・維新まで存続した今泉氏（400石）は、今泉惣左衛門政盛を祖とし、長岡打入りのときに250石を給付された。宝永年間に番頭となり50石加増、世禄を300石とした。天保年間【御家中附】以降は400石が給付されているため、その後に100石の増知があったと推察され、世禄を400石としたとみられる。着座家【長岡の歴史】。絶家となった惣領家の今泉竹右衛門家より伝来の家宝や由緒書きを託されたと伝えられるが、両家の関係を示す系図は知られていない。
長岡士族で新聞記者であった今泉鐸次郎は、政盛の直系子孫で、明治から昭和中期にかけて、精力的に長岡の歴史を分析して、多くの著書を残した郷土史家である。今泉省三はその男子であり、父の意思を継いで郷土史研究に尽力した。他に今泉惣左衛門家が新恩を持って立てた小禄ながら大組入りした別家1家と、今泉惣左衛門家の庶流と推察される小組・小禄（後に大組に昇格）の今泉氏1家がある。

### 稲垣氏（稲垣林四郎家）
稲垣氏（稲垣林四郎家）は着座家。長岡・稲垣家譜禄によると稲垣連枝とされていた。当家は稲垣平助家の分家ではない。関連記述は稲垣氏 (牧野家重臣)を参照のこと。

### 安田氏
安田氏は別家が着座家【長岡の歴史】。上州浪人から、上州大胡在城期（1590年～1618年）の牧野氏に仕官したと推定される。家紋は「丸に唐花菱」を用い、甲斐源氏の流れを汲む。長岡御打入御供。2代目の世禄は200石であったが、新知30石、分与50石（計80石）の分家を分出。また医術巧者が出て、別家を300石10人扶持で立て本家の世禄を凌いだ。惣領家は代々、安田杢を名乗り、1家の分家（安田孫八）を分出したほか、1家の別家（安田多膳）を立て、家禄の変動がめまぐるしいが200石を下回ったことはない。分家を分出した安田惣領家は世禄230石程度となり天保14年に安田杢は最後の新潟町奉行を務めた。幕末、安田鉚蔵は反河井派として台頭。明治元年（1868年）北越戦争にあたって藩内の恭順派の首領的存在となるが、河井継之助と対立して失脚した。戦後は75石となり、本拠を新潟に移した。
なお記載が天保7年までの【諸役人留】では文政7年6月24日（1824年）から天保2年2月7日（1831年）まで足高230石で新潟町奉行を務めた安田杢の名が見える。

名医の家系となった別家には、最高時450石が与えられ、寛保年間の頃より幕末まで江戸定府の任にあった。安田多膳の名は文化2年に江戸御奉行、文化6年に中老、【文化十三年武鑑】に奉行（項目名は中老）安田多膳として見える。また【文化十三年武鑑】用人兼公用人の安田渡、【文政八年武鑑】に用人の安田渡が見える。家老・山本氏9代義方の末弟・鋼三郎は安田別家に養子として迎えられたが、その子・堅三郎は嘉永5年（1852年）、主命により家老連綿・山本氏の養子となった。これが後に北越戦争、会津飯寺で奮戦した山本帯刀である。（山本義路）
安田別家は、秦氏より迎えた安田多膳正定が北越戦争で長岡藩槍隊長として妙見口の戦いなどに奮戦した。戦後は恭順の意から赤川哲造に改名し、明治二年長岡藩士族総名順では権大参事（170石）とある。後年、安田の旧姓に戻している。

### 倉沢氏
倉沢氏は着座家。上野沼田藩・真田氏の重臣であったが、同藩が改易となる前に浪人となり、長岡藩主・牧野氏に再仕官がかなったものである。倉沢氏は、真田氏の故地である信濃国上田発祥である。現在でも上田・別所周辺には、倉沢姓が多くある。倉沢氏は兄弟で仕官がかない兄は、はじめ250石で召し出され、後に加増されて400石となる。弟は、300石で召し出された。また元禄11年（1698年）、倉沢又左衛門幸栄の父は、第3代長岡藩主牧野忠辰が嫡子・勝三郎（夭折）附きの家老となり、500石となったが、翌々年に失脚。500石の内、350石を家禄として、相続が認められた。また享保年間に50石の分家を分出したが、この分家（＝倉沢喜藤次家と云う。異に喜惣次家とあるは誤記である）は漸次立身して、200石となった。その後、惣領家は加増されて、400石となった。また倉沢又左衛門幸栄が孫の倉沢忠左衛門久勝は、者頭・足軽頭を務めて、享保年間に当時としては異例の89歳まで存命していた。菩提寺は本妙寺である。

【諸役人留】に元禄10年（1697年）から元禄14年（1701年）まで新潟町奉行を務めた「金沢弥五兵衛」が見えるが、「倉沢弥五兵衛」の誤記の可能性がある。

### 池田氏
池田氏は着座家となった小左衛門家がある。【由緒記】によると、その元祖は元織田家の家臣池田恒興の弟という池田小左衛門正近である。正近は永禄年中に牛久保牧野氏のもとへ罷かり越したという。そして正近は永禄4年（1561年）の富永口合戦で牧野家に与力し戦功をあげた。しかし、その後も彼は牧野家中では客人分扱いのまま差し置かれていた。
結局、池田正近の心底の願いによってその惣領・池田成興（五兵衛のち小左衛門）が、牧野氏の家臣に採用され長岡藩士池田小左衛門初代となり、元和4年（1618年）、牧野忠成の長岡御打ち入りに御供。寛永年中には奉行職・知行300石となった。また父に先立って死亡した藩主・牧野忠成の嫡子・光成の守り役を務めた。成興の嫡子・成直（2代目小左衛門）は父の家督を相違無く継いで知行300石を受け奉行職となった。しかし承応3年（1654年）冬、江戸の藩主・牧野忠成の死に臨み殉死を願い出たが認められず、度重なる嘆願によりその死の2年後の明暦2年(1656年)にようやく殉死が認められて切腹した。
殉死・切腹を前に、成直は嫡子池田成儀への家督相続を心底願いにより辞退した。成儀（権太郎・3代目小左衛門）はしばらく、部屋住み（50石）のままいたが、やがて知行150石・足軽頭に採用され、のち奉行職に栄進した【寛文分限帳】・【由緒記】。
宝永期の池田小左衛門（成儀の子と思われる）は200石に増知され、大目付・奉行職を歴任して寄会組に列した。文化・嘉永の各代の小左衛門は中老職にも就任している【文化武鑑5】。この家系は近代に南洋一郎を輩出した。
なお、明暦年中に殉死した池田成直の弟・彦四郎が50石で、分家として分出されている（池田彦四郎家）。

### 根岸氏
根岸氏は着座家（弥次右衛門家）。弥次右衛門家と勝之助家があり、ともに、現在の埼玉県行田市の郷士であった根岸作兵衛政重を祖とする。行田は忍藩領であり、江戸初期の藩主は大河内松平氏3万石であった。藩主・松平信綱は、老中として島原の乱の功などにより、川越藩6万石に栄転したが、根岸氏はこれに随従しなかった。
根岸弥次右衛門家は長岡藩主2代目牧野忠成の相続の際に江戸での工作に尽力した特別な子細により、忠成の生母（長寿院）の遺言があり、作兵衛の子・根岸弥次右衛門（資章）が長岡藩主・牧野氏に200石で召し抱えられたものである。その後代々、弥次右衛門を称し江戸組に属し知行200石を受けた。
寛延4年（1751年）10月16日、御本家御家来、根岸弥次右衛門が小諸城に登城したとの記述が小諸藩文書にある。小諸在城期の支藩牧野氏時代の約170年間に、本家長岡が、分家小諸の在所に直接、家臣を派遣したとする記事は、【小諸年譜】には3件に過ぎないが、根岸氏登城がそのうちの1件である。ところが派遣の趣旨が史料に残っていない。よって、記録に残る数件に過ぎない内の1件であるから、本藩家臣・根岸弥次右衛門の小諸派遣は、何らかの重大な使命を帯びていたものと推察される。
。
また寛政年間後期、小諸藩主・牧野康儔に、根岸氏娘を夜伽女に献上したとみれられる記事が、小諸藩文書に存在する。後に女子（瀧姫）を出産して、側室に昇進した。これとほぼ同時期（あるいは数年後）から根岸氏は、班を進め初めているが、因果関係は不詳。この瀧姫が成人して松平伯耆守に嫁して、その正室となった。従って根岸氏は、1830年、老中となった松平伯耆守（宮津藩主）の近縁者となった。
寛保元年（1741年）の分限帳記載、弥次右衛門は250石留守居役に昇進したが、延享2年（1745年）の分限帳にその名は無く、留守居役はそれまでの相役であった河田権左衛門と新たに同役見習となった山崎伊左衛門の名のみが見える。しかし享和3年（1803年）～文化6年（1809年）には孫に当たる弥次右衛門が抜擢を受けて、用人・中老と班を進められて、450石をたまわり着座家となった。隠居時、350石を家禄として相続が認められた（根岸弥次右衛門家）【由緒記】。

なお【文化十三年武鑑】に定府の奉行、【文政十一年武鑑】に用人の根岸弥次右衛門が見られる。

根岸勝之助家は、初代根岸弥次右衛門の2男の東左衛門（康資）が藩主への軍書講釈のために5人扶持で抱えられた。その講釈が評価され享保10年には35人扶持に加増の上で大組御番入りし藩士に採用された。この時、出仕の座席200石上座（番頭相当）仰せ付けられた。実は東左衛門は武蔵国埼玉郡種足村（現、騎西町・旧、忍藩領）郷士・田中甚左衛門4男で根岸弥次右衛門の養子。このため、願いにより旧姓田中に復姓。しかし、子孫は再び根岸姓を称して、初め35人扶持、のち38人扶持（格式200石上座）で弓道等の兵法関係の師範を務めた。【由緒記】。

なお、【文化十三年武鑑】に取次である根岸孫八郎が見られる。

### 山口氏
山口氏は、着座家（後に剥奪）。九里氏と同じく、突然、抜擢を受けた家臣。長岡御打入り御供。このとき100石。父とは別に、寛文年中に新知100石。藩主の諱名一字を拝領。2代目は立身して中老加判450石。4代目は350石の相続が認められ、御番頭、寄合組、宗門奉行。元文4年、同役を斬る。御役取り上げ、閉門蟄居。寄合組を降格され大組入り。5代目は
50石の減石で相続が認められたと推察され、世禄300石となる。刃傷事件をおこしたとしては、影響が軽微であった。山口氏（山口金右衛家）は、嫡子が別家取り立てとなったため、30石の加増を受けたものとみられ、庶子が父の家督を相続して、世禄130石となった。別家に山口小伝次家、世禄50石がある。

### 名児耶氏
幕臣岩佐氏一族を出自とする定府藩士。『姓氏家系大辞典』でも長岡藩士として記述がある。中老格奉行を経験している家柄であるが着座家とする史料は長岡藩政史料集にはない。今川氏家臣を出自とする幕臣岩佐氏一族の出自で初め名越氏（なごやし）を称したとされる。なお岩佐氏自体が元々名児耶（寛永諸家系図伝では名児那）を称していた。【新潟県家紋と姓氏】では家紋「糸輪中開き三本傘」とし、清和源氏流または藤原氏流としている。
【人名事典】では『長岡諸士出身録』を原典とし、貞享3年10月（1686年）に名越与次右衛門が軍法者として200石で召しだされ、次代の林之丞の代で名児耶定府藩士、代々要職を務めたとしているが、下記の諸資料より初代と3代目の混同が見られる。
寛文7年（1667年）に長岡藩預かりになった徳川将軍家の小十人・岩佐吉純（弥五左衛門と「寛政重修諸家譜」にある）の甥（初代名越与次右衛門）が軍学の功者であったため貞享3年または4年（1687年）に、長岡藩で召しだし目付を務めた。2代目与次右衛門は、長岡家老・雨宮新兵衛家の2男を養子とした（3代目与次右衛門）。このとき150石。3代目が宝永7年に岩佐家の旧称である名児那（なごや）に改姓し、家老雨宮氏を実父に持つ3代目から要職を歴任するようなり、新潟町奉行などを務めた。【寛保分限】【延享分限】には180石、者頭格新潟町奉行と見える。のち加増で計200石で番頭席に進む。

【延享分限】成立から約50年後の【屋敷禄高調】には、4代目と推察される名児那軍兵衛260石、中老と見えるほか、100石3人扶で同名寛右衛門が隣に記載されている。

【屋敷禄高調】に名があるということは在所に屋敷を持っていたということになる。【御家中附】には5代目と推察される用人・公用人兼帯で230石、名児耶寛左衛門が見える

なお、江戸武鑑では【文化二年武鑑】に定府の奉行のまま牧野忠鎮附役になった名児那軍兵衛が、【文化四年武鑑】では定府の奉行である軍兵衛と用人兼公用人で定府の同名寛左衛門が見え、【文化九年武鑑】では寛左衛門のみとなる。寛左衛門は忠精が老中を辞任した翌年の【文化十四年武鑑】では城使のみとなり、【文政四年武鑑】で定府の奉行となり、後に奉行のまま城使兼帯。

【元治元年武鑑】では定府のまま番頭になっている名児那軍兵衛が見える。

幕末の当主は北越戦争の際には下国、常に藩主一家に同行。戦後は内政局知家事（執事）となる。明治以降、名児耶六都の子、梅三郎を最後に旧長岡藩士名児耶氏は無嗣断絶した【人名事典】。
当家は300石以上を給付の記録は分限帳に残っていないが、【屋敷禄高調】の同名寛右衛門100石3人扶に惣領分が含まれるとするならば、300石以上の給付を受けていたことになる。また当家が分家を分出したとする記録は、長岡藩文書に存在しない。

### 保地氏
保地氏は、着座家。九郎右衛門家（奉行役格350石）がある。保科氏の流れ。九郎右衛門の初代は元和4年長岡へ御打ち入りの御供衆。当時、高200石。江戸御留守居役および加判組仰せ付けられた（年月未詳）。この時加増あって、合計300石。3代目は天和元年（1681年）、越後高田城受取りの際に御供。段々加増で中老格500石（最高禄）、享保3年（1718年）には正式に役名を中老と唱えることを許された。子の彦右衛門の時、350石となり、以後幕末まで350石。庶流は長岡支藩・小諸藩主牧野氏の中堅家臣に転属した。

### 竹垣氏
竹垣氏は着座家（後に剥奪）。奥州田村郡在の、長岡浪人・竹垣俊純の六男で、一時、内藤氏家臣であった弥左衛門正純を召しだしたもの。3代目は、50石の分家を分出して、230石となるが、奉行役となり最高時300石。1674年（元禄8年）、寄合組に列する。4代目は中老格400石。6代目は当主夭折にて家断絶。2代にわたり加判組を務めた実績を惜しまれ「格別之思召」により、弥左衛門則純の四男・戸一郎直純を知行100石を以って家名再興（権六家）。
ほかに、2つの庶流がある。竹垣数右衛門家、慶安年中に別家召しだしを受けたもので、初め100石であったが新潟町奉行を務め、加増を2回受けて計200石。2代目は150石の相続が認められた。3代目は乱心。父が乱心した4代目は減石されたが相続は、認められ100石となる。竹垣藤市家は、1674年（元禄8年）、50石で分家として分出されたものである。
【諸役人留】では、延宝4年5月17日（1676年）から貞享3年（1686年）まで初代新潟町奉行を務めた竹垣数右衛門が見える。
なお、竹垣弥左衛門家末葉の権六正純は高野余慶著「諸士由緒記」（参考文献の1 所収、【由緒記】）を1849年（嘉永2年）に書写した（原書現存）。

### 西郷氏
西郷氏は、長岡御打入御供。三河以来の家臣とみられる。入封直後には500石と大身。その後、減知之訳未詳で2代目は300石、3代目は250石、4代目は200石で者頭。3代目の相続時に、分家の分出または別家召しだしがあったと推察される。庶流の西郷与市郎2男、源太右衛門は100石となり3代目は160石で者頭上座。西郷与市郎4男の与左衛門は寛文6年30石で召しだされ、2代目は御目付70石に班を進めた。【安政分限】には西郷市郎右衛門160石と、西郷仙蔵40石の2人が見え、【士族総名順】にも3人の西郷姓を見ることができない。よって1家は廃絶されたとみられる。

なお【諸役人留】に天明2年8月（1782年）から天明6年3月（1786年）まで新潟町奉行を務めた西郷助左衛門の名が見える。

### 稲垣氏（稲垣藤八家）
稲垣氏（稲垣藤八家）は、家老首座の稲垣平助家から、父の隠居を機会に寛文5年（1665年）に分家として、300石で分出される。関連記述は稲垣氏 (牧野家重臣)を参照のこと。

### 栂氏
栂（とが）氏は、牛久保以来の家柄である。栂半左衛門は長岡打入御供（300石）。長男・栂猪之助家系（300石）と、別家召しだしを受けていたと見られる次男・栂七左衛門家系（220石）があった。栂猪之助の2男は新恩100石で召しだしあり。近習や者頭を務める（源蔵家）。
惣領家系である栂猪之助の長男、甚之允は、延宝9年（1675年）、大組の藩士であった神戸七太夫に乱心されて殺される。実子なく改易。しかし、同年に100石で、栂猪之助の弟、与右衛門義光が新恩による召しだされ、栂野（とがの）氏と改称した。
栂七左衛門家系（220石）は、当主の子が自殺して改易。明暦年中に50石で再興。

### 深沢氏
深沢氏は、本家の三郎兵衛家とその庶家が若干ある。元和4年（1618年）の「長岡御打入」に深沢三郎兵衛・同三四郎が見えるが（【長峰引越】）、【由緒記】にはそれ以前の慶長20年（1615年）大坂夏の陣で一番槍との記述も有り、大胡在城以来の随従と言える。
長岡初代は番頭・町奉行を務め、禄300石。2代目は弟平三郎（のちの安左衛門家）に50石を分知して世禄250石・番頭・町奉行となる。平三郎は正保年中に槇新左衛門家に養子入りしたが、後に槇家に実子出生で別家となり深沢氏に復姓した（深沢安左衛門家、その際50石加増で100石）。寛保年間には、本家の深沢後太郎は、一時350石となる（→【寛保分限】）。他に小禄（30石）の深沢氏があるが、安左衛門の弟が中小姓として取り立てられたものである。また藩主・牧野氏が、越後与板藩に支藩を分出した際に、与板藩主・牧野康成（＝武成）に小姓として、随従した深沢惣領家の庶子は、康成の死に臨み殉死した。【小諸年譜】。

江戸武鑑では【文化十三年武鑑】に取次頭取の深沢三郎兵衛が、【弘化四年武鑑】・【嘉永四年武鑑】では定府藩士の深沢氏が見られる。

### 深津氏
深津氏は、世禄300石以上の上級家臣。譜代大名・本多氏15万石の重臣であった。主君の本多政利が、お家騒動により改易となったため、浪人となるも、長岡藩牧野氏に再仕官がかなったものである。世禄は300石であったが、番頭などを務めて330石から、350石を与えられていたこともあった。深津氏は分家の分出はしていない。

なお、【文化十三年武鑑】では深津金右衛門が定府の奉行扱いである。

### 大川氏
大川氏は、初代忠成の長岡入封以来の家臣（300石）。しかし、2代目の幼少当主が死亡して家が断絶。弟が別家、召しだし100石。のちに加増100石の計200石。分家3代目は番頭となる。敗戦後には権大参事170石。
「長岡市史」では藩士で菅原氏族の武部氏が後の大川氏と称したとあり、同氏の奉仕する大川天神は一時期、町内社となったが、明治36年に廃止されたとある。

### 原氏
原氏は、初代忠成の長岡入封以来の家臣（300石）。しかし、その末裔の当主が死亡して家が断絶。延宝8年（1680年）、原善左衛門の弟、原彦七が別家召しだし（50石）。後に50石加増。
計100石。これを原旗之助家という。

### 新井氏
新井氏は、長岡打入り御供（100石）。後に100石加増となり、世禄200石。慶安5年（1652年）佐渡国・小比叡騒動のとき、江戸藩邸にあって、自ら急使に立ち、その対応が迅速で藩主牧野氏が面目をほどこしたので、一代限りではあったが、100石の加増を受け合計300石となった。その後、200石を維持した。北越戦争で敗北後、150石に留まり異例の部類に属した。なお、藩主家家譜の付属史料で家内記録でもある「御附録」製作者の一人は新井氏である。

### 鬼頭氏
鬼頭氏は、幕末・維新期には、本末とも河井派であったことで著名。反河井派の封じ込めに奔走した。北越戦争では開戦派。初代忠成の長岡入封以来の家臣であるが、牛久保以来の家柄ではないとみられる。鬼頭氏2代目が一時300石に累進し、町奉行・番頭を務める。3代目は250石の相続が認められ木頭氏に改姓（本給250石の筋目）。番頭を務める。4代目は、宝永6年に弟、鬼頭五右衛門を分家として、分出したほか、番頭・町奉行を務め鬼頭姓に復姓。鬼頭氏本家には、一代限りは10石のご加恩があったとみられ、230石であったが、以後は220石となる。幕末には奉行などを務めた。分家の鬼頭五右衛門家の初代には、2人扶の御加恩があり、30石2人扶で中小姓を務めた。幕末にこの家系から、鬼頭少山が出た。
【嘉永高調】によると、鬼頭六左衛門220石（御作事奉行）、鬼頭五右衛門30石（柿本庄右衛門組）と見える。また【嘉永高調】においても家禄は同じである。【人名事典】には、鬼頭少山が世禄32石とあるが、長岡藩の各種分限帳や御家中町附などの一次史料には、世禄32石を、うかがわせる記述はまったく存在せず、【人名事典】は32石とした出典を明示していない。

### 小出氏
小出氏は【新潟県家紋と姓氏】では、家紋は「小出額」・「対い藤菱」・「丸に片喰」とし、藤原南家二階堂氏族とする。
延宝7年（1679年）、僧籍にあった柳営林家門人を、長岡藩最初の儒官として30人扶持で召しだした。牧野忠辰の藩士教化策に後見し、立身して350石となり寄合組に列する。2代目は減石処分を受けたとみられ、230石大組とされた。このとき分家の分出はなかった。さらに年月不詳で20石が減石され、210石を世禄としたとみられる。【安政分限】に小出甚太夫210石が見える。ほかに宝永7年（1710年）、本多壱岐守家臣から転属した小出氏がある。

### 稲葉氏
稲葉氏は【由緒記】の編纂以降に召しだし。【由緒記】には稲葉姓を見ることができない。嘉永3年（1851年）稲葉権左衛門300石が初見【家中禄高調】。安政6年（1859年）稲葉又兵衛（300石）【安政分限】。文久2年（1862年）取次持筒頭300石で阪之下居住【文久総名順】。慶応3年（1867年）以降作成とされる『長岡城下町絵図』に稲葉又兵衛（200石）がある。

### 佐野氏
【諸役人留】に新潟明和騒動時の新潟町奉行の一人に佐野与惣左衛門の名が見える他、【万延元年武鑑】に定府で用人兼附役である佐野與惣左衛門の名が見える。加えて河井継之助の姉婿の一人が佐野与惣左衛門である。

### 槇氏（槇三左衛門家）
槇氏（槇三左衛門家）は、300石以上の世禄を持った上級家臣。先法家となった真木三郎左衛門（槇惣右衛門）の別家（300石）となった。高田城に、徳川家康の六男・松平忠輝改易のため、城受け取り・接収に際して、牧野家・旗奉行を務めた槇三左衛門重武を祖とする。その後、次男の槇八右衛門が100石、三男の槇吉之丞が剣豪と知られ50石（後に50石加増・計100石）で召し出された【越佐伝】。槇三左衛門家は、世禄250石となったが享保年間にも、またも30石の微禄の分家を分出した。後、10石の加増が2回あり世禄を240石とした。前記の柿本氏と対照的であり、このクラスの藩士としては珍しく、3家の分家・別家を立て、家禄を細分化してしまい槇三左衛門家は、着座家となることはなかった。槇三左衛門家は、家禄が細分化されたが奉行の重鎮の家とされた。時として番頭（270石）まで班を進めたが、しばしば御奉行に名を連ねていた槇三左衛門家が残した長岡藩の制度・法制に関する史料が、現存しており、藩史の研究に寄与している。敗戦後は150石となった。

### 小嶋氏
小嶋氏は【屋敷高調】には380石として記載され、【由緒記】には、280石・御奉行格と記載されているが、前後の分限帳から280石が正しいものと推察される。

江戸武鑑では【元文六年武鑑】に用人、【宝暦十三年武鑑】に奉行として小島助右衛門が見られる。

### 毛利氏
江戸武鑑では【文化九年武鑑】から【文政三年武鑑】まで用人兼牧野忠雅附役、【文政四年武鑑】より奉行、【天保四年武鑑】では中老に定府藩士の毛利幾右衛門の名が見える。

## 幕末・維新期の非常時の重臣

### 小林氏
小林氏は、元々は上州浪人の赤堀氏で、大坂の陣・武功組みで幕末に牧野忠恭附役であるが、詳細は、小林虎三郎を参照。北越戦争では、恭順派に属した。大参事（＝家老に相当）となった小林氏とは、異流の小林氏も長岡藩士に存在する。

### 河井氏
河井氏は、近江国膳所藩より長岡藩に移籍した家臣である。長岡藩総督・河井継之助秋義の直接の先祖は、はじめ長岡藩内の河井氏から30俵2人扶持で部屋住み身分のまま、小姓として召し出され、新恩により40石で別家を立てたと云う。またこれとは異流の牛久保以来の譜代・河井氏もある。詳細は（河井継之助/河井家の概要）を参照。

### 三島氏
三島氏は、川島氏から、改姓したものである。川島氏の二代目は、支藩である与板藩士・小川氏から迎えられた養子であった。小川氏は喧嘩によって斬り殺されると云う事件があったが、川島氏は家禄100石となった。しかし惣領家当主が、病気を苦に享保7年（1722年）に自殺する事件があり、減知となり、一時35石となっていた。明治維新後に、川島億次郎が三島億二郎と姓を改めて、大参事（＝家老に相当）となり、牧野頼母・小林虎三郎等と共に、荒廃した長岡復興に尽力した。

## 中堅以下で著名な家臣

### 高野氏
元は宇津氏。故あって信濃上田藩から移籍。大組所属。詳細は高野貞吉を参照。高野永貞（栄軒）、高野常道（余慶）、高野正則（松陰）が儒臣として著名。連合艦隊司令長官・山本五十六元帥の実家。

### 小山氏
中間組に所属していたが、天和2年（1682年）に針師として改めて召しだされ15石2人扶を給付される。幕末に蘭学を学び河井継之助の親友の一人とされる小山良運（130石）が出た。家系の詳細は小山觀翁を参照。小山良運の惣領に洋画科・教育者小山正太郎。長岡ではじめて刑死者の解剖をおこなった小山良岱（45人扶）は庶流。【士族総名順】には3家の小山姓がある。

### 長尾氏
長尾氏は支藩延岡藩家臣で牧野忠敬の附役を務めていたが、忠敬が長岡の養子になると転籍して引き続き附役になっていることが江戸武鑑により見てとれる。なお、若殿様附役は当初、用人兼務ではないことは江戸武鑑でも確認できるが、【寛保分限】によると150石で、者頭格であったとされるが、用人職にはなかった。この限りにおいては、附役が用人・側用人を兼務していなかったことが長岡藩史料でも証明されることになる。【延享分限】には180石で、御用人同格とあり、【屋敷禄高調】には御用人250石とある。また30石で別家召しだしとなったとみられる長尾権十郎家がある。菩提寺は長興寺。

しかし江戸武鑑でも牧野忠雅の代以降に長尾姓が登場しなくなるが、【安政分限】以降においても、長尾権十郎家以外に、長尾姓の長岡家臣は消滅する。改易となったのか、あるいは延岡から国替えとなっていた笠間に帰参したのかは不明である。

### 伊東氏
伊東氏は初代・伊東道右衛門が1615年（慶長20年）大坂夏の陣で戦功あり。1618年（元和4年）長岡に御打ち入り御供。大組所属・高120石で代々年男を仰せ付けられ正月7日に若菜を献上した。また代々槍術を家芸とする。1868年（慶応4年）の北越戦争では大砲隊長に抜擢されるも、得手の槍で西軍兵士と対決して数名を倒し戦死した伊東道右衛門は著名。長岡市城岡に顕彰碑がある。120石【人名事典】。ちなみに、「長岡市史」によると河井継之助により藩士の武器を従来の槍・刀剣から銃剣への変更命令が行われている。　

### 伊藤氏
伊藤氏は古義学派の儒者で伊藤仁斎の曾孫、伊藤東岸の代で仕官し、古義学を導入。二代にわたり藩校崇徳館都講を輩出。なお、前項の伊東氏とは直接関係はない。東岸の養子である東嶽の代で25人扶持を与えられるが、隠居すると河井の藩学改革による古義学廃止となる。（【人名事典】、長岡市史）。菩提寺は栄涼寺。

### 渡邊氏
渡邊姓は長岡家臣の中で最も多い姓であるが、同姓であっても同族とは限らない。
古参とみられるのは、次の3家である。
最も有力なのは、牛久保以来の古参の家臣である渡邊半蔵（孫右衛門）家である。同家は、牛窪記にその先祖と推定される渡邊氏の活躍が著述されている。長岡打入御供で200石。2代目は村上周防守幕下の大屋氏の嗣子を養子とするよう藩命を受けた。2代目（養子）は足軽頭、奏者、守役として30石加増され合計230石。渡邊姓で230石以上の家臣は【元禄分限】の渡邊伝五右衛門230石が終見である。同家は減石された理由を【由緒記】の中で述べていない。
長岡藩第2代軍事総督山本帯刀に最後まで付き添い斬首された渡邊豹吉は三河以来の家柄とされ、その惣領に貴族院議員の渡辺廉吉がいる。
天和年間に切腹となった渡邊与右衛門某100石は、次代が貞享2年に浅草伝法院御詑に付き帰参（30石2人扶）。【由緒記】の上では出所不詳とされ三河以来かは確認できない。また渡邊与右衛門等の行為と嗜好について争論となり、説得・仲裁に失敗した渡辺仙右衛門（【寛文分限】には渡辺千右衛門50石・祐筆と見える）もまた切腹したが、この家系については【由緒記】には記述がないので、同書が成立前に廃絶したものと推察される。
長岡打入御供で徒士目付の渡邊氏30石があるが、年月未詳で初代忠成の怒りをかって、召し放ちとなるも帰参が許され、正徳2年に先の不調法が許されて、忠成の御直筆書を被下された。その後に栃尾蝋奉行役となり、承応3年、初代忠成の遺骸を栄涼寺に葬るにあたり、殉死を願い出て認められ、法蔵寺で切腹。2代目に家督相続（渡邊七太次家）。宝暦3年宝性院（初代忠成）法事のときに先祖の法事のために銀5両を被下。このとき35石銀70目2人扶半。【由緒記】の上では三河以来であるかは確認できない。
その他の渡邊氏は、新潟から召しだされた医師の渡邊氏（200石、後に減石処分で150石）、本多壱岐守家臣から転属した渡邊氏150石、西郷若狭守家臣から転属した渡邊氏20石、宝暦2年足軽から召しだされた渡邊氏（明仙院様養母御附き）。元禄6年武州成蔵院の口利きで召しだした渡邊氏（神戸氏）50石。初代が寛文10年に病死した出所不詳100石の渡邊氏（精勤により120石となり、その分家と推察される渡邊忠太夫良誉は、元禄7年に30石2人扶で別家召しだしとなり後に40石）がある。

### 鵜殿氏
越後長岡藩の鵜殿氏は代々150石。【諸役人留】に正徳2年（1712年）から享保4年1月（1719年）まで新潟町奉行を務めた「鵜殿団次郎」が見えるほか、洋学者で幕臣となり蕃書調書教授や目付となった鵜殿団次郎と弟で海援隊所属の白峰駿馬を輩出。

### 秋山氏
秋山氏は旧甲斐武田氏家臣で武田氏滅亡後に牧野氏に仕官。古文辞学派で藩校崇徳館都講の秋山景山を輩出。60石。【人名事典】

### 梛野氏
梛野（なぎの）氏は、河井継之助正室「すが」の実家の姓として著名である他、幕末の改革で財政を担当した村松忠次右衛門の母が梛野弥五左衛門正春の娘である。
長岡家臣となった由緒・時期を不詳としている。200石以上の家臣で召しだされた由緒・時期を明らかにできないとしているのは、当藩では非常に珍しい。梛野姓の初見は【寛文分限】と古いが、初見でいきなり200石。3代目若殿様御附きとなり、最高時250石。その後、微禄の分家を分出したとみられる。【延享分限】【御家中家譜】【安政分限】にも250石で見える。北越戦争後に河井継之助の義兄、梛野嘉兵衛は、小諸藩に転じた。その後、三間氏が小諸藩に転じたことで、長岡に帰参して、同藩、権大参事となり150石。
幕末の江戸武鑑では、【万延元年武鑑】に奉行の、【元治元年武鑑】に牧野忠訓の附役兼用人に梛野弥五左衛門の名が見え、ともに定府である。

## 北越戦争敗戦後の家臣団
北越戦争では家老稲垣平助が、勤皇派（恭順派）20人の名を書き奏上、その内、5人が戦争直前に逃亡・出奔しているが、戦後に帰参している。
北越戦争で敗戦後、長岡藩は大減封を受けたが、先法以下の上級家臣では柿本、今泉、雨宮、深津、倉沢、倉沢、山口、権大参事に抜擢された赤川（大川）氏と、家令に抜擢された松下氏が170石を給付された。その他、武田氏（武三右衛門家の本末）2家には130石と、九里氏には150石が給付されている。

### 重臣
【大参事】牧野頼母、三嶋憶次郎、小林虎三郎、【権大参事】梛野嘉平、秋田求馬（花輪）、原一平、武部静蔵、赤川哲造（安田）、【士正】松下村主、槇清記、【家令】匹田水衛、服部九郎、名児那衛守。
なお河井氏と山本氏（勘右衛門家）は、謀反首謀者として改易。三間市之進は小諸に転属。

### 130石以上家臣
【400石】稲垣、牧野、【300石】牧野、【200石】稲垣、槇、能勢、【170石】疋田、松下、服部、柿本、今泉、雨宮、深津、倉沢、倉沢、山口、赤川（安田）、【150石】槇、秋田（花輪）、由良、稲垣、根岸、田中、田中、名児耶、毛利、杉田、秋原、神先、陶山、奥津、九里、倉沢、村上、鬼頭、深沢、新井、小倉、原、武部（武）、梛野、【130石】槇、渡辺、秦、本富、三堀、森田、仙田、牧野、武田、武田、吉田、吉田、山本、神戸、神戸、福嶋、西郷、多田（池田）、保科（保地）、三浦、丸山、太刀川、星野、拓佳、富所、宇津、小山、亀倉、石垣、九里、陶山、秦、小金井。

## 転籍した主な家臣
長岡から支藩に随従した家臣で、最高時300石以上を与えられた家臣は、小諸侯家臣の牧野氏（牧野八郎左衛門家とその同姓分家）、真木氏、加藤氏、及び稲垣氏の4姓5家だけであり、この4姓の家系を小諸では四天王家と呼んだ。三根山侯には300石以上の家臣が存在せず、笠間侯、田辺侯の家臣で300石以上は、長岡から随従したものではない。また、長岡藩士から江戸幕府旗本に転出した家臣もいた。

### 倉地氏
倉地氏は、牛久保以来の牧野氏の譜代の家臣である。三河発祥の倉地氏は、徳川家康を悩ませた三河一向一揆の頭目、倉地平左衛門が知られているが、この人物と、牧野家臣の倉地氏との関連は未見である。
牧野家家伝『大坂夏の陣の武功者』に倉地姓が見えるが、長岡藩ではごく初期の文献にしか倉地姓をみることはできない。この倉地氏の主な家系は江戸時代には三系統があった。これら三系統の始祖となった倉地次郎兵衛直克である。
牧野康成（初代長岡侯・忠成の父）は、戦国大名・今川氏の人質に差し出されていた。しかし牧野成定（初代長岡侯・忠成の祖父）がこれを裏切り、徳川家康に寝返ったので、人質であった康成が危険となったが、倉地次郎兵衛直克は、康成の救出に成功した。またその惣領の倉地呰右衛門（かいえもん）は、大坂夏の陣で武功をあげた【長岡の歴史】。このように倉地氏は、藩主牧野氏に尽くしたが、長岡の支藩である小諸藩に、倉地呰右衛門の名を連綿と継承している藩士が見える。
倉地呰右衛門は、倉地弥次右衛門直秀と名を改めて、与板侯牧野氏・家臣筆頭となったが、牧野忠成の意向で長岡に帰参した。帰参に当たってその弟分（実は稲垣氏）に家禄の一部、100石の跡式相続を許され与板に残留させた。この家系がやがて与板・小諸藩上級家臣（用人・加判級）の倉地氏（倉地呰右衛門家）となり、その後、分家を1つ分出した。小諸藩では維新期には士分上禄、士分下禄の倉地氏が各1家・合計2家が存在した。
本藩の長岡に帰参した倉地弥次右衛門直秀の家督を相続した倉地氏惣領家系は、旗本（幕末に三根山藩に昇格）の牧野氏6,000石に転属して家老連綿の家柄（200石級）となった。越後三根山に陣屋を持った旗本・牧野氏の重臣・倉地百汲は、世俗を捨て安政年間に、長岡に永住した俳人として著名である。【三根山藩】・【長岡の歴史】
ほかに倉地直秀・弟の家系がもう一系統あるとされ、この家系は牛久保城主牧野氏の属臣であった稲垣氏の家臣に転属した。主君・稲垣氏が班を進めたことにより、鳥羽藩主稲垣氏の上級家臣（番頭級160石）となった（出典、鳥羽藩分限帳など）。

### 神戸氏
牛久保以来の牧野氏の家臣。遠州持舟城攻めで神戸与太夫が一番乗りを果たしたことで、牧野家中でその地位を固めた武功の家柄である。持舟城攻め勲功で先法家に列した疋田氏には及ばないが、神戸氏は代々御年男の栄誉を受け、牧野家の正月行事を取り仕切る家柄となった。
三根山藩牧野氏の一番家老は神戸氏である【三根山藩】。その家祖となったのは、神戸与太夫の庶子である神戸彦右衛門の庶子となる神戸次郎左衛門であり、交代寄合三根山領主となった牧野播磨守の家臣筆頭になって、転籍したのが起源である。
惣領家である神戸与太夫の嫡子は、大胡藩主牧野康成の一字を被下され、神戸康右衛門と称し、大坂夏の陣で勲功をあげた。長岡入封時の家禄は不詳であるが、康右衛門には200石（大坂の陣の加増分を含む）、弟の彦右衛門正勝は105石が給付されていた。また康右衛門の2男は、与板藩主牧野氏に随従した（小諸・神戸安右衛門家の祖）。
神戸康右衛門は、後に仁右衛門と改めたが、不調法があり世禄を50石減石され150石。4代目が用人・徒士頭などを務めて30石の世禄の改訂があり、180石となった。分家神戸彦右衛門家（市兵衛家）は3代目となり番頭・町奉行を務め180石を世禄とした。神戸彦右衛門の長男は、父に先立ち死亡し、幼い男子が残っていた。2男は牧野播磨守の家臣筆頭になったため、家督を3男に相続させていた。長男の遺児が三人扶持で召しだされたのが、神戸渋右衛門家の家祖である。ついで神戸彦右衛門家から別家召しだし20石があり、後に10石加増となった神戸源右衛門がある。
神戸康右衛門の3男、三郎左衛門は25貫金三両で、別家召しだされたが不宣の儀があり、延宝元年（1673年）に改易。蔵王領で浪人となる。2代目三郎左衛門の次男が、孫の代で長岡に帰参するが享保年間に酒乱のため改易。親戚一同で宝性院法事のときに嘆願して、帰参を許され5人扶持となる。なお栂野氏は延宝9年（1681年）に神戸七太夫が乱心して斬り殺されたとしているが、当家の改易は延宝元年としている。栂野氏は、延宝9年に近親者を持って減石再興になっているので、延宝9年に殺人事件があったことを、信じれば、ほとんど直ぐに家が再興になったことになる。また成立期が特定できない【延宝分限】（延宝7年～天和年間に成立）には、栂姓はなく200石台、300石台の栂野姓も見ることができない。
また長岡藩主が、怨念の霊を祭ったとされる十柱神社にも神戸氏が祭神の一柱とされている。

### 真木（槇）氏（真木金右衛門家）
真木氏（真木金右衛門）は、牧野家の家伝、大坂夏の陣の武功者として、その姓名が見える。この系は、真木越中守定善の甥の家系で、長岡藩の物頭（者頭）であったが、真木金右衛門の惣領が与板侯・牧野康成の家臣（番頭）として移動したものである（真木権左衛門家）。
真木金右衛門は与板に随従せずに、僅かな隠居料の扶持米を給付され、長岡に残留したといわれる。真木金右衛門の孫が、与板藩主となった牧野氏の家老職に累進した。真木（槇）権左衛門家は、陣屋大名であった与板侯が、小諸城主に栄転したときに、長岡から槇内蔵介の庶系が真木権左衛門家の名跡を受けて、小諸藩主牧野氏添えられ、付家老に指名されていたかどうかは、諸説があるが、確実な一次史料が現存しないため定説をみない。
真木権左衛門家は、支藩の家老職7代、その内、3代は首席家老を務めた。また小諸には、家老真木氏の分家・別家が計3家があった。この中の一つである真木水右衛門家は、陰陽五行思想により、「金」より生じて「水」になったとして、水右衛門を通称としたする伝承がある。この真木氏は、与板家臣の真木庄右衛門を家祖とするが、小諸藩首席家老・真木権左衛門則成の2男が、同家に養子入り（あるいは名跡再興）をしている。
維新期の小諸藩には、士分上禄格式の真木氏が3家あった（1家は幼少当主の夭折による無嗣廃絶）。

### 加藤氏
牛窪記の地侍衆に加藤姓が見える。また「大胡ヨリ長峰御引越御人数帳」（1616年）には、加藤孫蔵の名が見えるが、この御人数帳には加藤姓の者は、孫蔵一人だけであった。
加藤孫蔵は、与板侯の牧野氏の家臣に移動してやがて、家老職となり、通称を加藤六郎兵衛と改称した。江戸武艦の小諸侯の記事には、しばしば用人・加藤孫蔵の名が見えるが、家老職に累進すると、加藤六郎兵衛に改称した。維新期の小諸藩には、上禄格式の加藤氏が1家と、別家召しだしとなっていた加藤氏が下禄格式とされ、合計2家があった。
長岡家臣には、加藤姓の家臣があるが、加藤孫蔵家の分家とみられる加藤五郎左衛門（左市）家が小禄で、長岡家臣として残留したほか、同家から別家召しだしを受けた加藤多弥蔵家がある。足軽から取り立てられた加藤岩右衛門家（28石）は、藩主姫様乳母の功労。長岡御打ち入りに御供以来の加藤新五左衛門（新左衛門）家（約100石）と、一柳氏家臣から移籍した加藤治太右衛門家（150石）などがあるが、加藤孫蔵家とは異流とみられる。
また、幕末の人物に河井継之助の刀槍から銃剣への変更命令を「死んでも不慣れな武器を使いたくない」と主張して最後まで拒否した加藤一作がいる。

### 牧野氏
牧野平四郎家は、与板侯となった牧野氏の家臣に移動してその家臣中次席となった。与板侯が、小諸城主に栄転したときに随従して、やがて小諸藩主・牧野氏の城代家老の家柄となった。
牧野平四郎は、牛窪密談記や、「元和四年長峰ヨリ長岡江御引越御人数帳」（1618年）にその姓名が記されている。
平四郎家は特別な武功・戦功を伝える文書が長岡藩文書、小諸藩文書に未見であるが、三河国宝飯郡伊奈の住人・牧野平三郎家の分家である。（詳しくは、小諸藩牧野氏の家臣団の四天王家を参照）。

### 贄氏
贄（にえ）氏は初期の重臣。全国的には珍しい姓であるが、牧野氏の拠点であった牛久保近くの愛知県麻生田橋遺跡付近に集中して存在していた。太田亮は穂国造の末裔ではないかとの著述を残している。一宮社領がこの近くにあったため、一宮神家の御家人ではなかったかと推察されている。宝飯郡二葉町八幡社の大永2年の棟札に大旦那贄将監秀成の名がみえる。越後長岡藩主牧野氏の嫡家となる牧野氏が滅亡した翌年となる享禄3年（1530年）、松平清康は、東三河を制圧した。松平清康が最後に残したのは、丘陵地帯となる奥三河の宇利城主熊谷氏であったが、この熊谷氏重臣に贄氏があった。贄掃部は今川氏の家臣との記述が残り豊川市豊町に贄塚と呼ばれる墓地が現存している（参考文献　豊川市史　中世編　近世編。武徳太平記。東三河と長岡118）。牛久保城主。牧野氏重臣から大胡藩牧野氏の家老（家禄不詳）として随従した贄掃部氏信は、信濃国上田城・真田氏攻めで、軍令違反を犯して、徳川秀忠から、切腹を命じられたが、後の長岡藩主・牧野忠成が庇って出奔させた。その後、徳川頼宣に召し出されていることから、この軍令違反は馴れ合いであったとする説の根拠の一つとなっている。贄掃部氏信の曾孫の代に、徳川吉宗に随従して、江戸城に入城し、将軍家の直参旗本（惣領家400石・分家200俵）となった。この家系の出身者である贄正寿が遠国奉行の堺奉行（役高1,000石・役料600石）に抜擢された。贄正寿は名奉行として大阪府堺市の郷土史に名高い。墓所は東京西麻布の大安寺にあるが、無縁仏となっている。

### 三間氏
先述の三間氏の項目でも述べたとおり、長岡藩士から江戸幕府旗本に昇格した者が3名存在し、小笠原氏庶流として掲載されている。元禄6年1月7日(1693年)に三間正信（武左衛門）の子、三間矩寛（主水）が長岡藩から江戸幕府に転属となり、翌年には矩寛の長岡藩士である兄の好将（伊太夫）、政久（善太夫）も江戸幕府に転属となった【新訂寛政譜牧野氏】【新訂寛政譜三間氏】。

## 大坂夏の陣の武功者たち
大胡藩主・牧野氏は、大坂夏の陣の勲功で3倍に領土を増やし、長岡藩主に栄転して、その後も加増を続けた譜代大名である。
大坂夏の陣によって、家禄を大幅に増やしたり、新規召し抱えがかなった藩士が、相当な数に及んだ。
関ヶ原の戦い後の大坂城主・豊臣秀頼は、65万石余の領地を持っていたに過ぎず、これを滅ぼすために、全国の諸大名を軍役で動員して、難攻不落の大坂城を攻略して、大きな犠牲を払うと、豊臣方を滅亡させて領地を没収したとしても、恩賞を与えるだけの領地が不足するので、徳川家康は、大坂攻めに慎重であったと云われている。そこで、城攻めにあたって、手柄をたてられそうな場所には、譜代大名を配置したとされるが、その恩恵を受けた一つが牧野家であった。
牧野家の家伝は、大坂の陣の武功者として、次の者の姓名をあげている（→【大阪陣功名】）。
稲垣平助、今泉竹右衛門、稲垣権右衛門、朝倉仁右衛門、疋田（匹田）水右衛門、武彌兵衛、今泉次郎作、三間喜兵衛、
山本才蔵、伊藤道右衛門、秋山長四郎、神戸彦右衛門、石垣忠兵衛、神戸安右衛門、望田善内、倉地呰右衛門、広中茂右衛門、由良作左衛門、真木金右衛門、山本隼之助、桑名甚八、長谷川権六
上記に姓名がなくても、深沢氏のように、大坂夏の陣・一番槍として、一躍、高禄を与えられている者もあるので、この家伝には、記載漏れもあると思われる。

## 葬地
長岡藩の家老5家、先法3家、及び立藩当初の高禄の家臣（今泉家、稲垣権右衛門家、真木小大夫家など）は、在所にあっては、牧野平左衛門家とゆかりの深い曹洞宗である長興寺を葬地としていた。
長岡家臣の葬地は、藩主家在所の菩提寺である浄土宗の栄涼寺ほか幾つかに分散されているが、初期からの長岡重臣は、藩主家とは異なる長興寺に葬地を持つ特徴がある。なお、定府藩士の墓所については越後長岡藩#江戸藩邸および江戸における菩提寺を参照。

## 凡例
文中の出典に関する、略号の説明。
- 【由緒記】＝『長岡藩政史料集（2）』（家中編）（『長岡市史双書』No.15、1991年）（pp85 - 153）所収／「諸士由緒記・全」、高野榮軒 原著（1754年（宝暦4年））・竹垣正純 写（1850年（嘉永3年））
- 【大阪陣功名】＝『長岡藩政史料集（6）』（長岡藩の家臣団）（『長岡市史双書』No.41、2002年）（p32）／「大阪夏御陣之節著名之人数」（1615年（元和元年））
- 【大胡引越】＝『長岡藩政史料集（6）』（長岡藩の家臣団）（『長岡市史双書』No.41、2002年）（pp32 - 34）／「元和四年三月二十一日上州大胡より御引越之節御人数」（1618年4月）
- 【延宝役人附】＝『長岡藩政史料集（6）』（長岡藩の家臣団）（『長岡市史双書』No.41、2002年）（pp37 - 44）／「延宝年中御役人附」（1673年 - 1681年）
- 【文久総名順】＝『長岡藩政史料集（6）』（長岡藩の家臣団）（『長岡市史双書』No.41、2002年）（pp135 - 149）／「御家中総名順 文久戌年改正」（1862年（文久2年））
- 【長峰引越】＝『長岡懐旧雑誌』（『長岡市史双書』No.35、1996年）（pp17 - 19）中島儀兵衛写、「長峰ヨリ長岡江御引越人数帳」（1618年）
- 【寛永分限】＝『長岡懐旧雑誌』（『長岡市史双書』No.35、1996年）（pp19 - 26）「寛永十五戊寅年 六組知行高并役高帳」（1639年）
- 【寛文分限】＝『長岡懐旧雑誌』（『長岡市史双書』No.35、1996年）（pp27 - 43）「寛文年中 諸組分限帳」（1673年（寛文13年）頃）
- 【延宝分限】＝『長岡懐旧雑誌』（『長岡市史双書』No.35、1996年）（pp44 - 51）「延宝七未年より天和初頃、延宝分限帳・全」（1679年 - 1681年）
- 【元禄分限】＝『長岡懐旧雑誌』（『長岡市史双書』No.35、1996年）（pp52 - 70）「元禄二巳年 分限帳」（1689年）
- 【宝永分限】＝『長岡懐旧雑誌』（『長岡市史双書』No.35、1996年）（pp71 - 86）「宝永四亥年 分限并役付帳」（1707年）
- 【正徳分限】＝『長岡懐旧雑誌』（『長岡市史双書』No.35、1996年）（pp87 - 94）「正徳二辰・同三巳年組々名順」（1712年 - 1713年）
- 【寛保分限】＝『長岡懐旧雑誌』（『長岡市史双書』No.35、1996年）（pp95 - 104）「寛保元年八月改 分限帳」（1741年9月）
- 【延享分限】＝『長岡懐旧雑誌』（『長岡市史双書』No.35、1996年（pp105 - 112）「延享二丑年 延享分限帳・全 」（1745年）
- 【屋敷高調】＝『長岡懐旧雑誌』（『長岡市史双書』No.35、1996年）（pp113- 132）「長岡家中居屋敷禄高調」（文化9年（1812年）- 文化13年（1815年））
- 【御家中附】＝『長岡懐旧雑誌』（『長岡市史双書』No.35、1996年）（pp133- 148）「御家中附」（天保7年（1836年）頃）
- 【嘉永高調】＝『長岡懐旧雑誌』（『長岡市史双書』No.35、1996年）（pp149- 163）「嘉永三丙午 長岡藩家中禄高調」（1851年）
- 【安政分限】＝『長岡懐旧雑誌』（『長岡市史双書』No.35、1996年）（pp164- 176）「安政六己未年六月改之 長岡御藩中分限順」（1859年）
- 【士族総名順】＝『長岡懐旧雑誌』（『長岡市史双書』No.35、1996年）（pp177 - 194）「明治二年 長岡藩士族総名順」（1869年）
- 【御家中町附】＝今泉省三『長岡の歴史 第1巻』（野島出版、1968年）（pp335 - 345）「御家中屋敷町附并知行附」（1780年（安永9年）頃）
- 【長岡の歴史】＝今泉省三『長岡の歴史 第1巻』（野島出版、1968年）
- 【文化武鑑5】＝石井良助監修『編年江戸武鑑・文化武鑑1』（柏書房）
- 【文化十三年武鑑】＝石井良助 監修『編年江戸武鑑・文化武鑑7』（柏書房、1982年）／江府書林・千鍾房・須原屋茂兵衛蔵版、「文化13年武鑑」（巻之2）
- 【文政元年武鑑】＝石井良助 監修『編年江戸武鑑・文化武鑑7』（柏書房、1982年）／江府書林・千鍾房・須原屋茂兵衛蔵版、「新版改正　文政武鑑」（巻之2）/（1818年（文政元年）頃）
- 【文政八年武鑑】＝石井良助監修『編年江戸武鑑・文政武鑑5』（柏書房）／江府書林・千鍾房・須原屋茂兵衛蔵版、「新版改正　文政武鑑」（巻之2）/（1825年（文政8年）頃）
- 【文政十一年武鑑】＝石井良助監修『編年江戸武鑑・文政武鑑5』柏書房／江府書林・千鍾房・須原屋茂兵衛蔵版、「新版改正　文政武鑑」（巻之2）/（1828年（文政11年）頃）
- 【人名事典】＝家臣人名事典編集委員会『三百藩藩主人名事典4』（新人物往来社、1988年）（pp7－19）
- 【宝暦十三年武鑑】＝橋本博『改訂増補・大武鑑・中巻』（名著刊行会、1965年）/江府書林・千鍾房・須原屋茂兵衛蔵版/「新版改正　宝暦武鑑」（1763年頃（宝暦13年））
- 【弘化四年武鑑】＝橋本博『改訂増補・大武鑑・中巻』（名著刊行会、1965年）/江府書林・千鍾房・須原屋茂兵衛蔵版/「新版改正　弘化武鑑」（1847年頃（弘化4年））
- 【嘉永四年武鑑】＝橋本博『改訂増補・大武鑑・中巻』（名著刊行会、1965年）/御書物師・出雲寺万次郎蔵版、「大成武鑑」（巻之二）（1851年頃（嘉永4年））
- 【元治元年武鑑】＝橋本博『改訂増補・大武鑑・中巻』（名著刊行会、1965年）/江府書林・千鍾房・須原屋茂兵衛蔵版/（1864年頃（元治元年））
- 【小諸年譜】＝「小諸藩主牧野氏年譜」（小諸藩古文書の一部を編年体でまとめた簡易製本の資料）（1932年）
- 【牛久保年譜】＝「牛久保牧野氏年譜」（牛窪記を中心に、牧野氏に関する文献や伝説を編年体でまとめた簡易製本の資料）（1985年）
- 【稲垣家譜】＝「藤姓・稲垣家家譜録」（長岡市立中央図書館の蔵書目録には藤姓・稲垣家家譜禄とある）
- 【越佐伝】＝『近世越佐人物伝』(1898年)
- 【三根山藩】＝武田広昭編『三根山藩』（巻町、1973年）
- 【再興長岡】＝『再興長岡藩史料集』（『長岡市史双書』長岡市、1991年）
- 【古格旧法】＝今泉省三『長岡の歴史 第1巻』（野島出版、1968年）（pp203-204）。「長岡古格旧法・全」（『新潟県史 資料編7（近世2）』1981年）
- 【新潟県姓氏と家紋】＝千鹿野茂『都道府県別姓氏家紋大辞典・東日本編』（柏書房）
- 【日本歴史地名大系】＝『日本地名歴史大系・新潟県』（平凡社）
- 【新訂寛政譜牧野氏】＝続群書類従完成会『新訂寛政重修諸家譜・第6』
- 【新訂寛政譜三間氏】＝続群書類従完成会『新訂寛政重修諸家譜・第19』
- 【諸役人留】＝『新潟市史・史料編』/『天保十亥年正月　貞享元子年より諸役人留』/天保10年（1839年）筆写